# ロバート・エバンス・スナッドグラス
ロバート・エバンス・スナッドグラス（英: Robert Evans Snodgrass、1875年7月5日 – 1962年9月4日）は、アメリカ合衆国の昆虫学者、芸術家。節足動物の形態学、解剖学、進化、変態の分野で多大な貢献を行った。
スナッドグラスは、76の科学論文と6冊の書籍を著した。それには、『昆虫の生き方（Insects, Their Ways and Means of Living）』（1930）や、最高の業績と目される『昆虫の変態の法則（the Principles of Insect Morphology）』（1935）が含まれる。

## 経歴
1875年7月5日、ロバート・エバンス・スナッドグラスは、ミズーリ州セントルイスにて、ジェームズ・キャスカート・スナッドグラス（James Cathcart Snodgrass）とアニー・エリザベス・エバンス・スナッドグラス（Annie Elizabeth Evans Snodgrass）の間に生まれ、8歳までそこで暮らした。彼は3人兄弟の長男であった。鉄道技術者かプルマン式車両の車掌になるのが、彼の人生における最初の目標だったが、セントルイス動物園にしばしば訪れると、すぐに動物学に興味をもつようになった。彼の昆虫学についての最初の想い出は、Ｅ・Ｂ・サーマン（E.B. Thurman）が次のように記録している。
スナッドグラス博士が覚えている昆虫学的観察の最初は、父の芝刈り機で切り落とされたバッタの脚が、舗装された道路の上に横たわりながらも蹴ることができたのを見たことである。この一見不可解な事実は彼に強い印象を及ぼし、ある時彼はその件について詳しく調べたのだった。
1883年、スナッドグラスとその家族は、カンザス州ウェットモアへ引っ越した。そこで彼の父は、地元の銀行で働き、若きスナッドグラスは、独学の剥製師として働き始めた。彼は、鳥類に特に興味を抱き、鳥類学者になりたいとまで言っていたが、家族は、剥製のコレクションのためしか鳥撃ちは許さなかった。15歳の時、家族は再び引っ越した。今度はカリフォルニア州オンタリオ市で、そこでは、20エーカー（81,000平方メートル）の大農場に落ち着き、オレンジやプルーン、ブドウを栽培した。ここでスナッドグラスは、当時チェイファイ・カレッジとして知られた高等学校レベルの、メソジストのプレパラトリー・スクールに入学した。彼は、ラテン語、ギリシア語、フランス語、ドイツ語、物理学、化学、スケッチを学んだが、注目すべきことに生物学は学ばなかった。というのも、カリキュラムが、生物進化を教えること含め禁じていたからである。彼は、自由時間にダーウィンやハクスリー、スペンサーを読むことでこの問題を回避した。彼は、生物進化についての信条を公に告白したことで、家庭関係において個人的な問題を抱えるようになり、やがて彼が属するコミュニティの教会活動から追放されることになった。
1895年、スナッドグラスはスタンフォード大学に入学し、バーノン・リーマン・ケロッグ博士（Vernon Lyman Kellogg）の概論的な動物学、発生学、昆虫学、当時のスタンフォード大学学長デイビッド・スター・ジョーダン（David Starr Jordan）の魚類学、また、脊椎動物の比較解剖学といった授業をとり、動物学を専攻した。彼が調査研究を行う最初の機会は、ケロッグ博士によってもたらされた。博士は彼がハジラミ（食毛目）を研究するようにした。刺激的な調査研究や、独創的な著作を出版する見込みから、彼は、鳥類学者になりたいという思いを諦め、また、彼の最初の科学論文2編（works 1,2)を出版することも諦めるようになった。この間、スナッドグラスはまた、初めて2つの野外調査に参加した。すなわち、最初は、ジョーダン博士に率いられてプリビロフ諸島へ、次は、エトムント・エレールに率いられてガラパゴス諸島へ行った。最終的に、スナッドグラスは、ガラパゴス調査で収集した生命体に関し、エレールと共に7つの論文を出版した（works 3, 5, 6, 7, 12, 16, 19）。1901年、スナッドグラスは、学士（動物学）を得てスタンフォード大学を卒業した。
スタンフォード大学を卒業したスナッドグラスは、ワシントン州立大学で教えていたが当局に疎まれ、スタンフォード大学に戻り講師として昆虫学を教えた。しかしここでも問題を起こし解雇された。カイコに餌をやるためキャンパスの桑の木を枯らしてしまったからである。サンフランシスコに引っ越したスナッドグラスは、広告代理店で働きながら夜間の美術学校に通った。その後、ワシントンD.C.で数年間、昆虫学局で働いた。スナッドグラスは、インディアナ州に移り住み絵を農夫に売ったりしていたが、ある時インディアナポリスのスタッフに加わる機会を得、数年間そこで働いた。1917年、スナッドグラスは再びワシントンD.C.に戻り、1945年に退職するまで連邦政府関係者だった。その間の1924年から1947年まで、メリーランド大学で昆虫学を教えた。
これらの業績によりスナッドグラスは、名誉博士号が授与され、また、英王立アカデミーから名誉会員に選出された。さらに、1961年にはフィラデルフィア自然科学アカデミー（現ドレクセル大学自然科学アカデミー）からライディ賞が贈られた。